# Hildebold van Worms
Hildebold (ook Hildibold, Hildibald, Hildebald) (ca. 940 - 3 augustus 998) was van 978 tot 998 bisschop van Worms.
Tijdens het voogdijschap over de toekomstige keizer Otto III speelde Hildebold een belangrijke rol als adviseur van de keizerin-moeder Theophanu. 